# Karl Haushofer (geograf)
 Der er flere personer med dette navn, se Karl Haushofer.
Karl Haushofer (født 27. august 1869 i München, død 10. marts 1946) var en tysk militærpersonlighed, (general) og geograf, søn af Max Haushofer og fader til Albrecht Haushofer.
Påvirket af Friedrich Ratzel, som havde formuleret begrebet Lebensraum, og den svenske politiker og forsker Rudolf Kjellén lagde Haushofer grunden til tysk geopolitik i mellemkrigstiden. Haushofer blev i 1921 professor i München og lærte der blandt andet at kende Rudolf Hess, som var en af hans studenter. Haushofers teorier anses at have influeret tysk udenrigspolitik før og under 2. verdenskrig.
Da udenlandsk presse rettede anklagelser mod Haushofer og anså ham at være medskyldig i Nazitysklands ekspansionpolitik, valgte han at sammen med sin hustru begå selvmord i marts 1946.